# Макс Фрідлендер
Макс Якоб Фрідлендер (нім. Maks Friedländer, 5 червня 1867, Берлін — 11 жовтня 1958, Амстердам) — німецько-нідерландський історик і теоретик мистецтва. Учень В. фон Боде. Протягом 1924—1933 років був першим директором Картинної галереї Музею кайзера Фрідріха в Берліні (це зібрання знаходиться нині в Картинній галереї берлінських мистецьких музеїв). З 1938 року жив в Амстердамі. Основні праці Фрідлендера присвячені німецькому і нідерландському мистецтву XV—XVI століть.

## Біографія
Мак Якоб Фрідлендер народився в родині берлінського банкіра Леопольда Фрідлендера (1832—1896) та Гелени, до шлюбу Нетер (нім. Noether). За словами самого Макса Фрідлендера, близькість музеї мала великий вплив на його життя.
|  | Я народився в Берліні за двісті метрів від музею й двічі залишався у школі на другий рік, оскільки надто багато часу проводив у картинній галереї. Оригінальний текст (нім.) Ich bin in Berlin zweihundert Meter vom Museum entfernt geboren und zweimal in der Schule sitzen geblieben, weil ich mich zu ausgiebig in der Bildergalerie aufhielt. |

Макс відвідував Фрідріхсвердерську гімназію в Берліні, по закінченні, з 1887/1888 навчального року студіював історію мистецтв та класичну археологію в Мюнххені, з літнього семестру 1888 року навчався в Лейпцизькому університеті. Зимовий семестр 1888/1889 року він провів у Флоренції, де вивчав італійське мистецтво під керівництвом Августа Шмарсо (нім. August Schmarsow), а літо — в Мюнхені, де вивчав місцеві музеї. У лютому 1891 року захистив докторську дисертацію про Альбрехта Альтдорфера, написану під керівництвом Антона Шпрінгера.
Свою професійну діяльність Фрідлендер почав у статусі наукового волонтера в Гравюрному кабінеті в Берліні. Волонтаріат під керівництвом Фрідріха Ліпманна тривав один рік. Очевидно, саме тоді Фрідлендер познайомився з відомим колекціонером і мистецтвознавцем Вільгельмом фон Боде. Фрідлендер залишився в Гравюрному кабінеті ще на один рік, а 1894 року став асистентом Людвіга Шайблера, який завідував графічною колекцією Музею Вальрафа-Ріхарца в Кельні.
1896 року Фрідлендер повернувся до Берліна й почав працювати в Берлінській картинній галереї, де пропрацював до 1933 року; з 1924 року він займав посаду першого директора галереї. Водночас з 1908 до 1930 року він був директором Гравюрного кабінету в Берліні. 1933 року він був звільнений з роботи як «неарійєць».

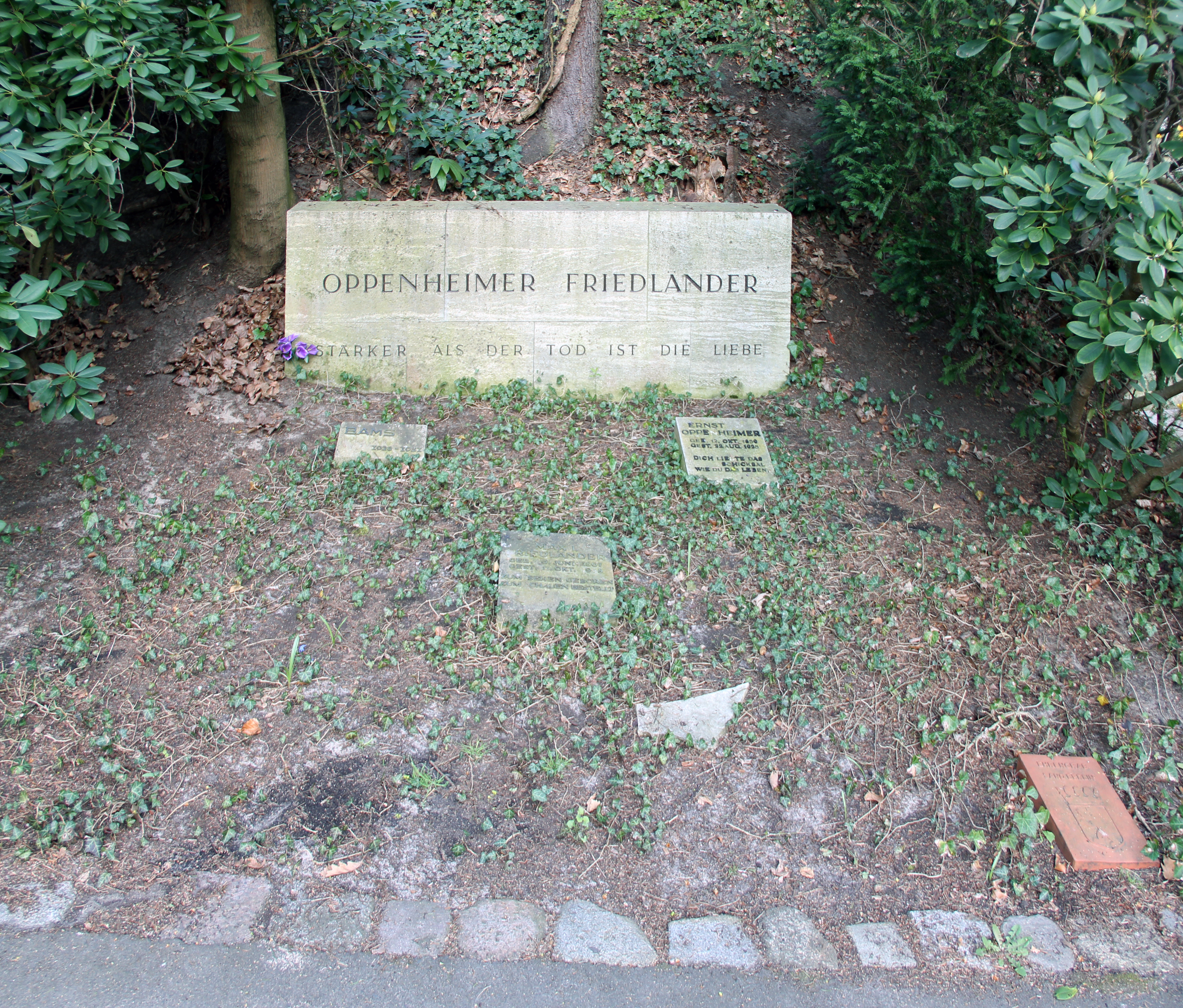
Почесний надгробок Макса Фрідлендера на цвинтарі Геерштрасе в Берліні

1939 року Фрідлендер емігрував з Німеччини до Нідерландів через переслідування, яких зазнавали євреї за часів націонал-соціалізму. Після окупації Нідерландів 1940 року над Фрідленедером нависла загроза депортації в один з концентраційних таборів. З іншого боку окупаційна влада потребувала його мистецтвознавчих знань для оцінки творів нідерландського малярства XV—XVI століть. Особливо Герман Герінг, який колекціонував картини цього періоду, неодноразово звертався за фаховою експертизою до Фрідлендера. Саме Герінг і захистив Фрідлендера від переслідувань і депортації.
1954 року Фрідлендер одержав нідерландське громадянство.
Макс Фрідлендер помер в Амстердамі 1958 року, на 92 році життя. Похований в родинному склепі Оппенгаймерів-Фрідлендерів на цвинтарі Геерштрасе в Берліні (район Шарлоттенбург).
За рішенням берлінського сенату від 2001 року місце його поховання занесено до списку почесних поховань Берліна.

## Вибрані праці
- Альбрехт Альтдорфер. Художник з Регенсбурга / Albrecht Altdorfer. Der Maler von Regensburg. Seemann, Leipzig 1891 (дисертація, Онлайн).
- Шедеври нідерландського живопису XV—XVI століть / Meisterwerke der niederländischen Malerei des 15. und 16. Jahrhunderts. 1903.
- (Hrsg.): Des Dodes Dantz, Lübeck 1489. (Graphische Gesellschaft. 12.) Berlin 1910.
- Die Antwerpener Manieristen von 1520. In: Jahrbuch der königlich preußischen Kunstsammlungen 36, 1915, S. 65–91.
- Von Eyck bis Bruegel. Julius Bard, Berlin 1916.
- Дереворит / Der Holzschnitt. Reimer, Berlin 1917, 4. Auflage Berlin 1970.
- Знавці мистецтва / Der Kunstkenner. Cassirer, Berlin 1919.
- Альбрехт Дюрер / Albrecht Dürer. Insel Verlag, Berlin 1921.
- Die niederländischen Manieristen (Bibliothek der Kunstgeschichte. 3.). Seemann, Leipzig 1921.
- Die altniederländische Malerei. 14 Bände. Sijthoff, Leiden/Niederlande 1924—1937
- Справжнє та несправжнє: З досвіду знавця мистецтва / Echt und unecht: Aus den Erfahrungen des Kunstkenners. Cassirer, Berlin 1929.
- Про межі мистецтвознавства / Von den Grenzen der Kunstwissenschaft. Stols, Den Haag 1942. Illegale Veröffentlichung als Privatdruck in den Niederlanden.
- On art and connoisseurship. Übersetzung durch Tancred Borenius. Cassirer, London 1942.
- Про мистецтво та знавців / Von Kunst und Kennerschaft. Oprecht, Zürich 1946.
- Ессе про пейзажний живопис та інші жанри малярства / Essays über die Landschaftsmalerei und andere Bildgattungen. Stols, Den Haag 1947.